# گمینا میژنچیتسه
گمینا میژنچیتسه (به لهستانی:  Gmina Mierzęcice) یک گمینا در لهستان است که در شهرستان بنجن واقع شده‌است. گمینا میژنچیتسه ۵۱٫۲۷ کیلومتر مربع مساحت و ۷٬۲۸۹ نفر جمعیت دارد.